# Morihei Ueshiba
Morihei Ueshiba (14 de diciembre de 1883 – 26 de abril de 1969), en japonés 植芝 盛平, fue un artista marcial japonés de renombre, fundador del arte marcial Aikido. Los practicantes de este arte o aikidōkas también lo llaman Ō-sensei ('Gran Maestro') en señal de admiración y respeto.
Su filosofía se basa en el arte de la paz, concepto que él mismo explica en el libro homónimo como una percepción holística y espiritual del ser y del conflicto.

## Biografía
Tsnne Mori (Nune Mori), que posteriormente cambiaría su nombre a Morihei (Paz Abundante), nació el 14 de diciembre de 1883 (noviembre 16 de acuerdo al calendario lunar vigente en esa época) en la prefectura de Wakayama (actualmente Tanabe), en Japón, hijo de Yoroku Ueshiba y Yuki Itokawa, pertenecientes a antiguas familias samurái.
Como su nacimiento fue prematuro, nació con poco peso y fue un niño pequeño, débil y enfermizo; lo que llevó a su padre, orgulloso de ser nieto del guerrero samurái Kichiemon Ueshiba, famoso por su fortaleza, a apoyarlo en toda actividad física que emprendiera, inicialmente con la práctica del sumo y la natación. Su interés personal en el entrenamiento de las artes marciales se originó al haber sido testigo en su infancia de cómo unos maleantes golpearon a su padre hasta su fallecimiento debido a las lesiones; debido a que esté era un activista y líder social. Esto llevó al joven Morihei a una búsqueda personal hacia la perfección en las artes marciales, llegando a conocer y a entrenarse bajo muchos maestros y escuelas clásicos y tradicionales de artes marciales con armas (Escuelas de kenjutsu o de esgrima con sable, estilos: Gotō-ha Yagyu Shingan ryu, Ittô-ryû, y otros; escuelas de  manejo de la lanza  o sojutsu estilo Hozoin-Ryu, y escuelas del manejo de bastones y varas bojutsu), además de escuelas de artes marciales japonesas sin armas. (Daitō-ryū Aiki-jujutsu), Tenjin Shin'yō-ryū jujutsu y judo). 
Aunque entreno diversas artes marciales clásicas y tradicionales a lo largo de su vida, no pudo hacerlo todo el tiempo; incluso su entrenamiento en esgrima Yagyū Shingan ryū kenjutsu fue esporádico e interrumpido por el servicio militar donde se entrenó en jūkendō el arte del manejo de la bayoneta además de  participar en la guerra ruso-japonesa (1904-1905). Los registros encontrados hasta el momento, muestran que O-Sensei se entrenó en Tenjin Shin'yō-ryū jujutsu con Tozawa Tokusaburō por un corto período en 1901 en Tokio; en Gotō-ha Yagyū Shingan-ryū kenjutsu con Nakai Masakatsu desde 1903 a 1908 en Sakai, y en judo con Kiyoichi Takagi en 1911 en Tanabe. En 1901, terminados ya sus estudios secundarios, se dirigió a Tokio para abrir una papelería, el Almacén Ueshiba, que distribuía material y artículos de escritorio para los colegios, pero cayó enfermo de beriberi y el negocio no prosperó; en 1902, Morihei, de 19 años, se casó con Hatsu Itokawa, de 21 años, a quien conoció desde su infancia. 
En 1904 se alistó en el Ejército Imperial Japonés para luchar en la guerra ruso-japonesa. Fue enviado a la reserva, en Osaka, pues en un principio se le consideraba demasiado pequeño de estatura para prestar servicio activo. Posteriormente, debido a sus capacidades de liderazgo e inmensa fortaleza física, fue enviado al frente de batalla en Manchuria. Logrando el grado de sargento y la medalla al valor, finalmente volvió a Japón en 1905. 
En 1910 la familia Ueshiba tiene su primera hija, a quien dan el nombre de Matsuko.
 

Con su esposa e hija, en 1912 reclutó a un centenar de personas, campesinos y militares, y marchó en pos de la colonización de la isla de Hokkaido, al norte del país, donde fundó un pueblo al que llamó Shirataki. 

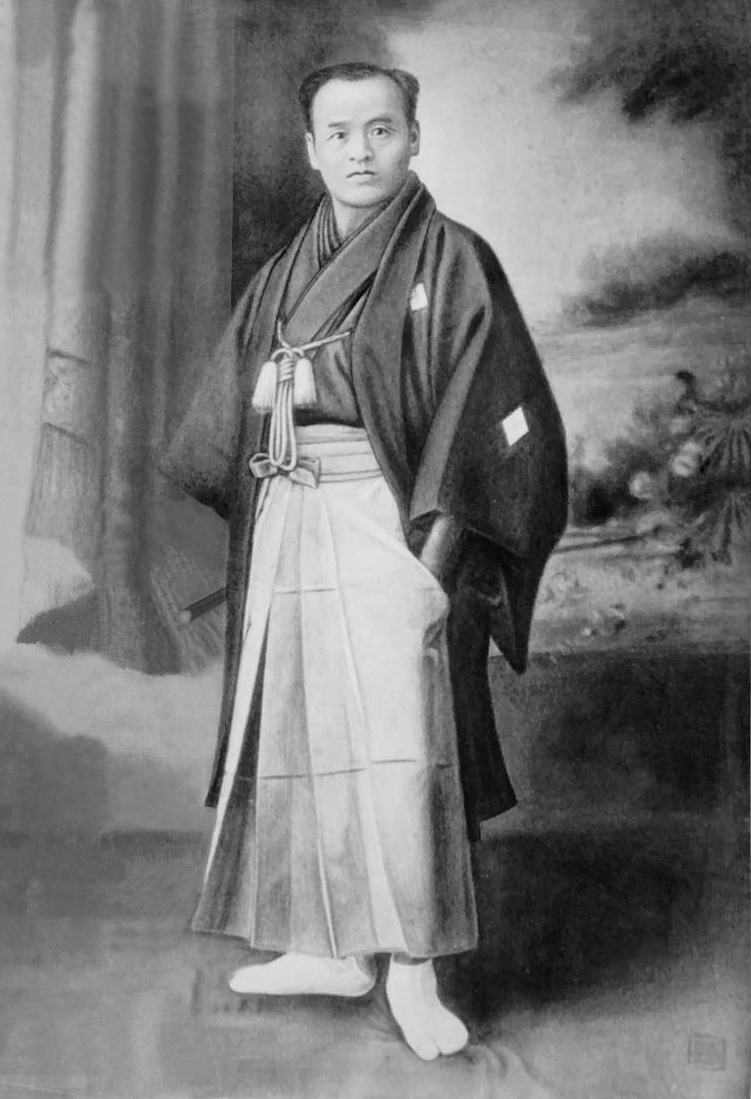
El soke (heredero maestro) del Daito Ryu Aikijujutsu Sōkaku Takeda

 En febrero de 1915 se encontró en la posada Hisada, en la villa Engaru de la isla de Hokkaido con el maestro de Daitō-ryū Aiki-jutsu Sōkaku Takeda, quien le admitió como discípulo a instancias de otro de sus alumnos llamado Yoshida Kotaro. En 1917 nace su primer hijo varón, Takemori (quien falleció en 1920) y en 1921 nace su hijo Kishomaru que llegó a ser su sucesor en la dirección del aikido.
En 1920 fallece su padre, un líder social a quien Morihei idolatraba, y en 1922 su madre Yuki, estos acontecimientos lo sumen en la depresión, de la que solo encuentra alivio en la secta neo-sintoista Ōmoto, dirigida por el carismático reverendo Onisaburo Deguchi.
El maestro, Sōkaku Takeda de la escuela Daito Ryu Aiki- jujutsu. Le concede el pergamino Kyōju Dairi o título de instructor en 1922, y poco tiempo después Ueshiba hace un paréntesis para viajar junto al reverendo Onisaburo Deguchi hacia Mongolia Interior, en busca de un lugar donde establecer un centro de todas las religiones, que sería base de un nuevo orden social y político. Pero las condiciones que en Mongolia se vivían por entonces, eran violentas e inestables, lo cual puso en más de una ocasión en peligro sus vidas, llegando a ser tomados como rehenes por soldados nacionalistas chinos y por bandidos, siendo liberados por las gestiones del gobierno japonés, con lo cual ambos fueron repatriados al Japón.

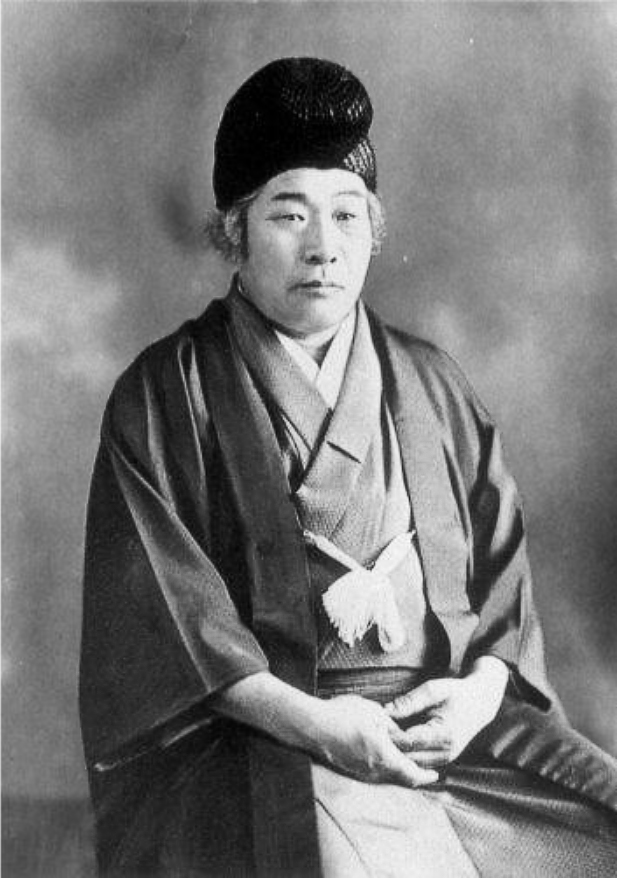
El reverendo Onisaburo Deguchi

 En 1927, el ahora instructor calificado de Daito-Ryu Ueshiba se muda a Tokio, donde funda su primer dojo llamado Kobukan. En 1935, la secta Ōmoto dirigida por Onisaburu Deguchi protagoniza el llamado segundo incidente Oomoto por lo cual la secta fue declarada ilegal. Ueshiba, muy vinculado a la secta, decidió retirarse de la vida pública y confiar la dirección del dojo donde enseñaba su método marcial, que había ido formulando durante la década de los veinte, a su hijo, Ueshiba Kishomaru.
Ueshiba, compró unas tierras en los alrededores de Iwama, al norte de Tokio y allí estableció una granja. Morihei se trasladó con su esposa a Iwama y comenzó la construcción de lo que llamaba el ubuva (habitación de nacimiento), o santuario interior del aikido: un complejo que incluía el Santuario Aiki y un dojo al aire libre. El interior del Santuario Aiki, con exquisitas tallas, se terminó en 1944: el Dojo Aiki, ahora conocido como Dojo Ibaragi, se terminó en 1945, justo antes de que terminara la guerra.
El 30 de abril de 1940, el Ministerio de Salud y Bienestar de Japón concedió al Kobukan el estatus de Fundación, siendo su primer presidente el almirante Isamu Takeshita.
Con el estallido de la guerra del Pacífico los alumnos del dojo fueron yéndose uno tras otro al frente. En 1941, el aiki budo fue incorporado al Dai Nihon Butokukai. Morei nombró a Minoru Hirai como representante y director de la Sección Aikido del Butokukai y fue cuando se empezó a utilizar por primera vez el nombre de Aikido.
El 9 de febrero de 1948 el Ministerio de Educación concedió permiso para restablecer la fundación Aikikai y el dojo principal de Tokio recibió el nuevo nombre de Ueshiba Dojo y de Sede Central Mundial del Aikido.
En 1954 se trasladó la sede central del aikido a Tokio, y el dojo de Tokio adoptó el título oficial de Fundación Aikikai: El Hombu dojo de Aikido. 
En enero de 1960, la NTV emitió "El Maestro del Aikido", programa que filmaba las técnica del fundador y el 14 de mayo de 1960, el Aikikai patrocinó una demostración de aikido en Shinjuku (Tokio). En aquella ocasión, Morihei causó honda impresión en la audiencia con una demostración titulada "La esencia del Aikido". Poco tiempo después recibe de manos del Emperador Hirohito, junto con Yosaburo Uno, décimo dan de Kyudo, la Condecoración Shijuhosho.
El 28 de febrero de 1961 Morihei viaja a los Estados Unidos, invitado por el Aikikai de Hawái y el 7 de agosto de 1962 tuvo lugar un gran festival en el Santuario de Iwama para celebrar el sexagésimo aniversario de Morei como practicante de artes marciales. 
El 15 de enero de 1969, Morihei asistió en el Hombu Dojo a las celebraciones del Año Nuevo. Aunque parecía gozar de buena salud, su condición física se deterioró rápidamente a causa de un cáncer de hígado y murió el 26 de abril de 1969 a las 5 de la tarde. El 1 de mayo, a partir de las 7:10 de la tarde, se celebró una vigilia en el Hombu Dojo, y ese mismo día el Emperador Hirohito le concedió una condecoración póstuma. Sus cenizas fueron enterradas en el templo de la familia Ueshiba en el cementerio de Tanabe, y se guardaron mechones del cabello del fundador en el santuario Aiki de Iwama, en el cementerio de la familia Ueshiba en Ayabe y en el Gran Santuario Kumano. El mismo año en junio fallece su esposa Hatsu.
El 14 de junio de 1970 su hijo Kisshomaru Ueshiba fue elegido por decisión unánime del Aikikai para suceder a su padre como Aiki Doshu y tras la muerte de este, el 4 de enero de 1999 fue sucedido por su hijo Moriteru Ueshiba, nieto del fundador.

## El Despertar Espiritual
El verdadero nacimiento del AiKiDo es el Resultado de tres momentos de Revelación Espiritual que Ueshiba experimentó y que impactaron Grandemente su entendimiento de las Artes Marciales.

El primero ocurrió en 1925, cuando Ueshiba derrotó desarmado a un Oficial de la Marina japonesa que le atacó con un bokken (una katana de madera) : logró vencerlo sin dañarle. Ueshiba enseguida caminó a su jardín, donde tuvo la siguiente revelación personal:
Sentí al Universo temblar súbitamente, y que un Espíritu brotó de la Tierra, envolvió mi cuerpo, y transformó mi cuerpo en uno dorado. Al mismo tiempo mi cuerpo se volvió Luz. Fui capaz de entender el susurro de las aves, y estaba claramente consciente de la Mente de Dios, el Creador del Universo. En ese momento fui iluminado: la fuente del Budō (el Camino del Guerrero) es el Amor de Dios, el Espíritu de la Amorosa Protección hacia todos los Seres … Budō No es el derrotar a un oponente a la fuerza; ni una herramienta para conducir al mundo a la destrucción con armas. El verdadero Budō es aceptar el Espíritu del Universo, mantener la Paz del Mundo: producir, proteger y cultivar correctamente a todos los Seres en la Naturaleza.
Su segunda experiencia ocurrió en 1940, durante el Proceso Ritual de Purificación Misogi.
Alrededor de las 2am, de pronto olvidé Todas las técnicas de Artes Marciales que alguna vez aprendí. Las técnicas de mis Maestros me parecieron completamente nuevas. Ahora eran vehículos para cultivar la Vida, el Conocimiento y la Virtud; No artes con los cuales arrojar a gente.
Su tercera experiencia fue en 1942 durante la Peor Lucha de la Segunda Guerra Mundial, cuando Ueshiba tuvo una visión del Gran Espíritu de la Paz.
El Camino del Guerrero ha sido malentendido. No es un medio para matar y destruir a otros. Aquellos que buscan competir y ser mejores unos que otros están cometiendo un Error Terrible. Aplastar, herir, o destruir es lo Peor que un Ser Humano puede hacer. El Verdadero Camino de un Guerrero es prevenir tal carnicería – es el Arte de la Paz, el Poder del Amor.

## Publicaciones
- Morihei Ueshiba, El arte de la paz, Editorial Kairós SA[12]
- The Secret Teachings of Aikido (2008), Kodansha International, ISBN 978-4-7700-3030-6
- Morihei Ueshiba, Budo: Teachings of the Founder of Aikido (1996), Kodansha International, ISBN 978-4-7700-2070-3
- Morihei Ueshiba, The Essence of Aikido: Spiritual Teachings of Morihei Ueshiba (1998), Kodansha International, ISBN 978-4-7700-2357-5